# Авока (Минесота)
Авока (енгл. Avoca) град је у америчкој савезној држави Минесота.

## Демографија
По попису из 2010. године број становника је 147, што је 1 (0,7%) становника више него 2000. године.
| Група             | 2000.        | 2010.       |
| Белци             | 146 (100,0%) | 136 (92,5%) |
| Афроамериканци    | 0 (0,0%)     | 0 (0,0%)    |
| Азијати           | 0 (0,0%)     | 0 (0,0%)    |
| Хиспаноамериканци | 0 (0,0%)     | 8 (5,4%)    |
| Укупно            | 146          | 147         |